# DIN 1451
DIN 1451은 교통이나, 행정, 기술 응용프로그램에 널리 쓰이는 산세리프체 글꼴(typeface)이다.
특히 이 글꼴은 독일과 여러 다른 나라의 도로 표지판에 사용되고 있다. 지금은 주로 중간 정도인 미텔쉬리프트(독일어: Mittelschrift, 영어: medium)와 폭이 좁은 엥쉬리프트(독일어: Engschrift, 영어: condensed) 버전이 쓰이고 있다. 폭이 넓은 브라이츠쉬리프트(독일어: Breitschrift, 영어: extended, ) 버전은 1980년대 초 이후로는 더 이상은 쓰이지 않되, 독일의 오래된 도로 표지판 중에 일부 남아 있다.
이 유형의 글꼴은 원래 산업용으로 사용하기 위한 것이기 때문에 기술적으로 별로 어렵지 않게 적용할 수 있도록 디자인이 간결하다. 읽기 쉽고, 복잡하지 않고, 꾸밈이 적다 보니, 이 글꼴은 간판이나 전시에 적용하는 등 범용으로 널리 쓰이게 되었다. 원래 디자인을 일부 고치고 확장한 여러 디자인들이 디지털로 배포되고 있다.

## 역사
1905년 왕립 프로이센 철도청(독일어: Königlich Preußische Eisenbahn-Verwaltung)은 모든 철도 차량에 사용할 도안을 "의장 디자인 IV-44"(독일어: Musterzeichnung IV 44.)로 표준화했는데, 여기에 수작업으로 그리던 DIN 1451 엥쉬리프트의 기원이 있다. 빠르고 쉽게 재생산할 수 있도록 이 글꼴의 모든 도안은 애초부터 격자에 기반했고, 콤파스와 자를 이용해서 작업할 수 있도록 했다.
1915년 당시의 프로이센 국영 철도(독일어: Preußische Staatseisenbahnen)는 모든 철도역과 승강장에는 글자를 표기할 때는 1905년의 표준을 따라야 한다고 결정했다.
1920년 모든 독일 철도 회사들이 독일 국영 철도로 합병되면서, 이것이 사실상의 국가 표준이 되었다. 그 후 독일 표준화 위원회의 글꼴 분과 위원회는 이 표준을 DIN 1451로 삼았다. 그 표준에는 DIN 엥쉬리프트만이 아니라 DIN 미텔쉬르프트도 포함되어 있었다. DIN 브라이트쉬리프트도 포함되어 있었으나, 거의 쓰이지는 않았다. 이 글꼴 분과 위원회를 이끈 사람은 지멘스의 기술자인 루트비히 골러(Ludwig Goller,1884–1964)였다. 루트비히 골러는 1920년과 1945년 사이에 베를린에서 지멘스(Siemens-Halske) 사의 중앙표준화실(the central standardization office)을 이끌었다.

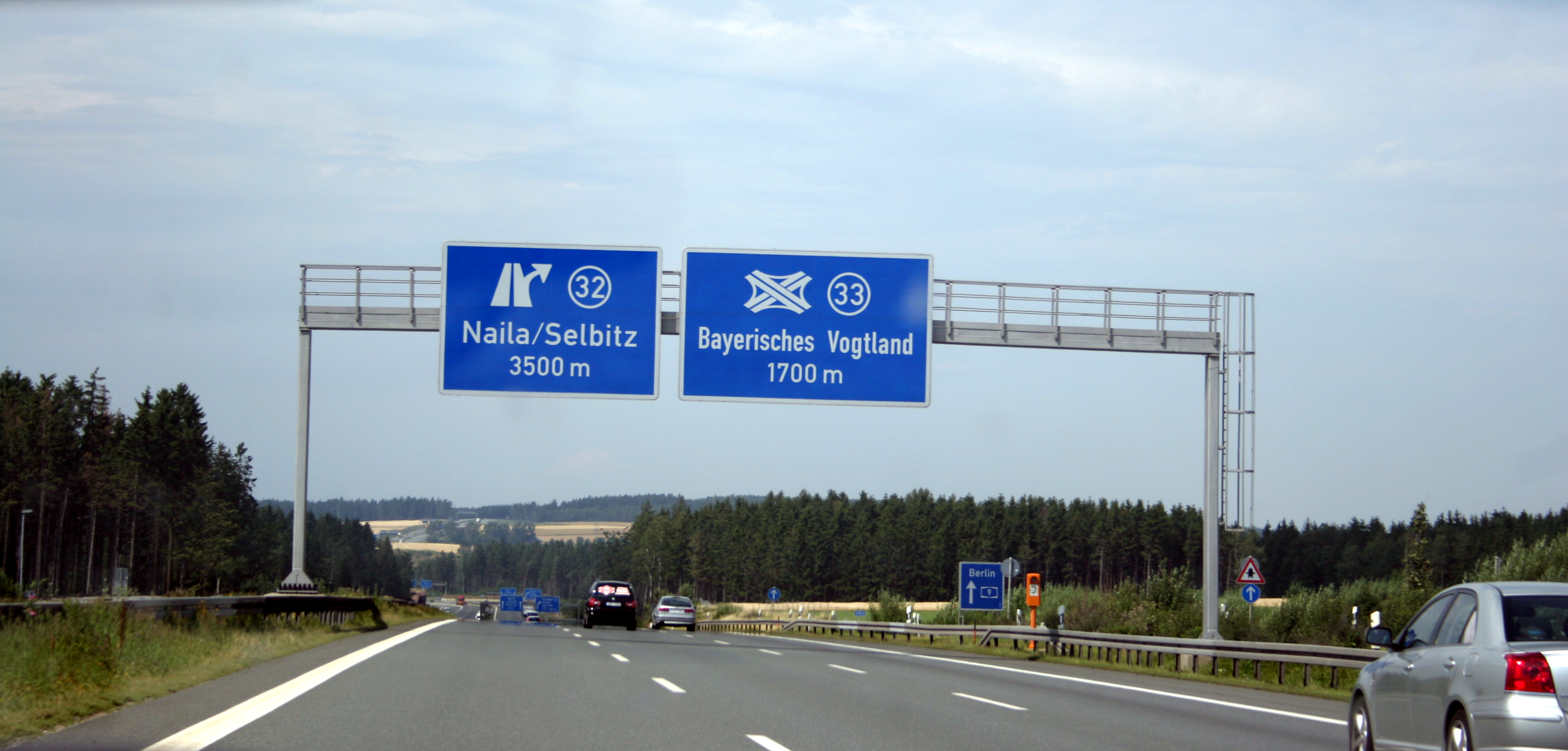
DIN 1451 미텔쉬리프트(왼쪽)와 엥쉬리프트(오른쪽) 글꼴을 모두 사용한 독일 도로 표지판

1931년 독일 산업 표준(독일어: Deutsche Industrienorm, 줄여서 DIN, 영어: German Industry Standard)을 제정하던 당시의 독일 표준화 위원회(독일어: Deutscher Normenausschus, 줄여서 DNA)는 DIN 1451-글꼴(독일어: Schriften)이란 표준서식(standard sheet)에서 이 글꼴을 정의했다. 그 전에는 이와 유사한 표준들은 스텐실 글자로 존재했다.
1936년 조금 수정한 DIN 1451이 공식적으로 배포되었다.
1938년에는 독일의 새로운 아우토반에는 DIN 1451을 사용하도록 했는데, 그 결과 지금까지도 독일의 공공 표기에 DIN 1451이 압도적으로 사용되고 있다.

## 도로 표지판

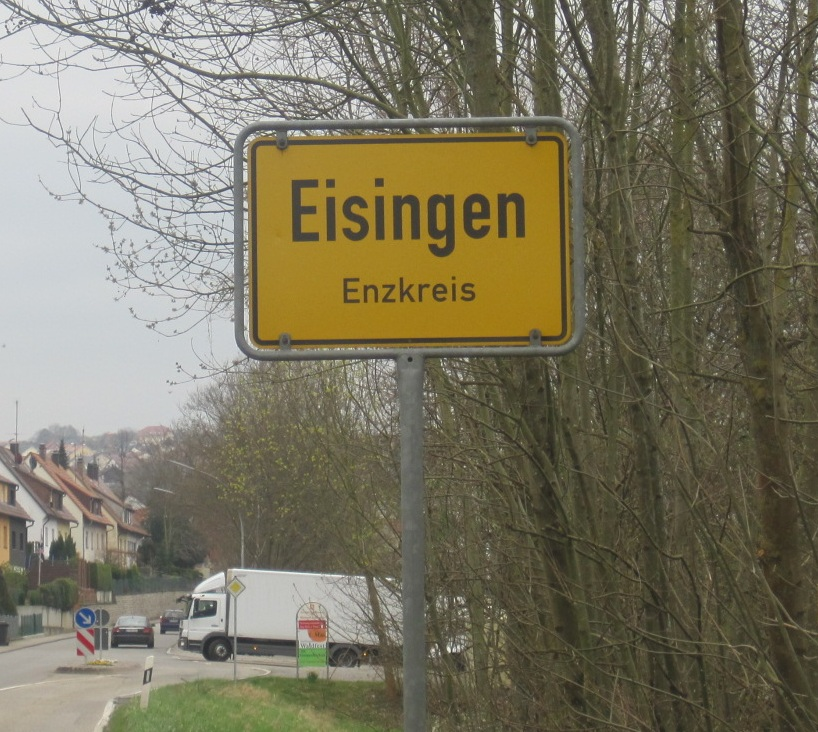
Engschrift
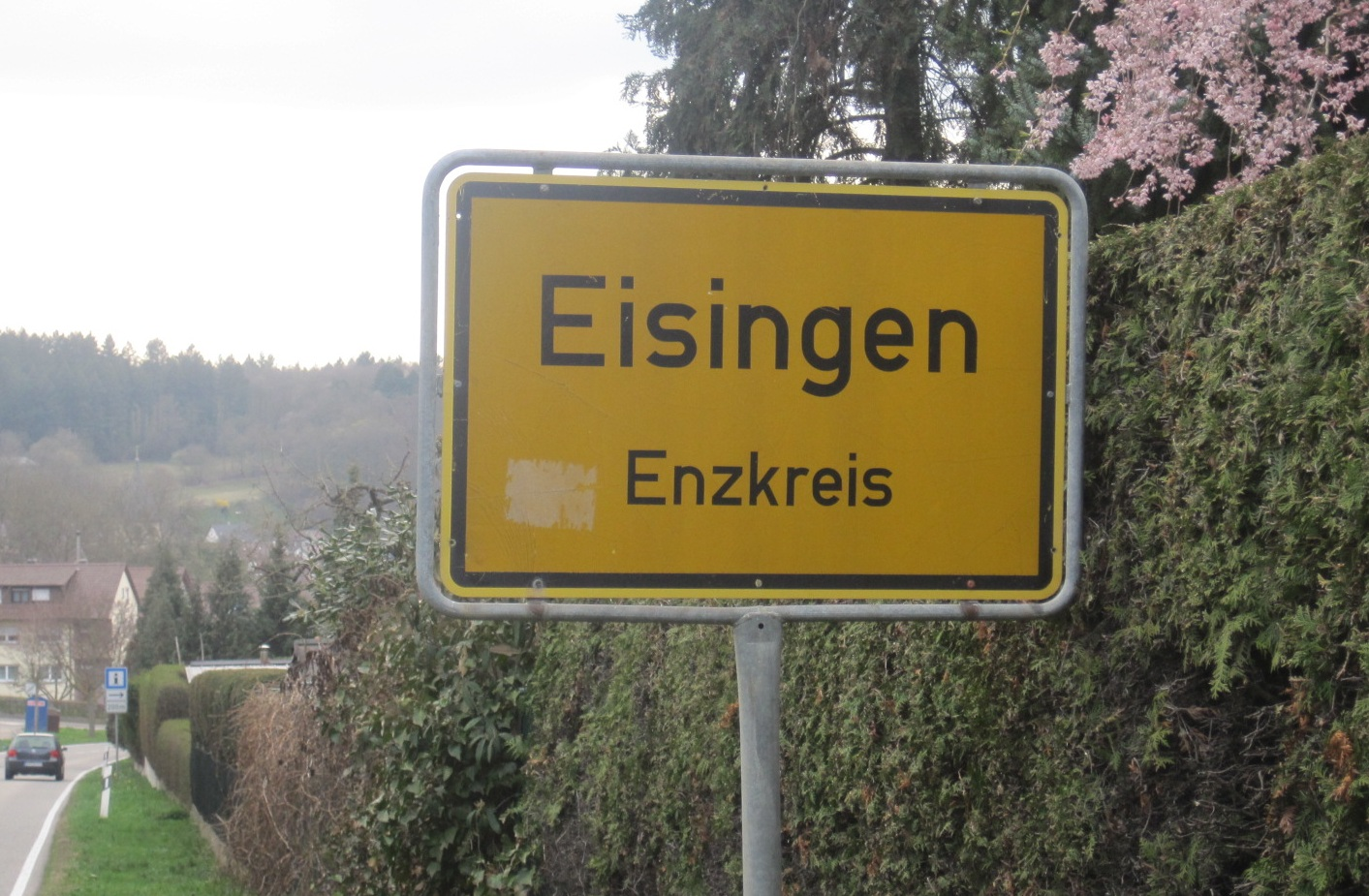
Mittelschrift
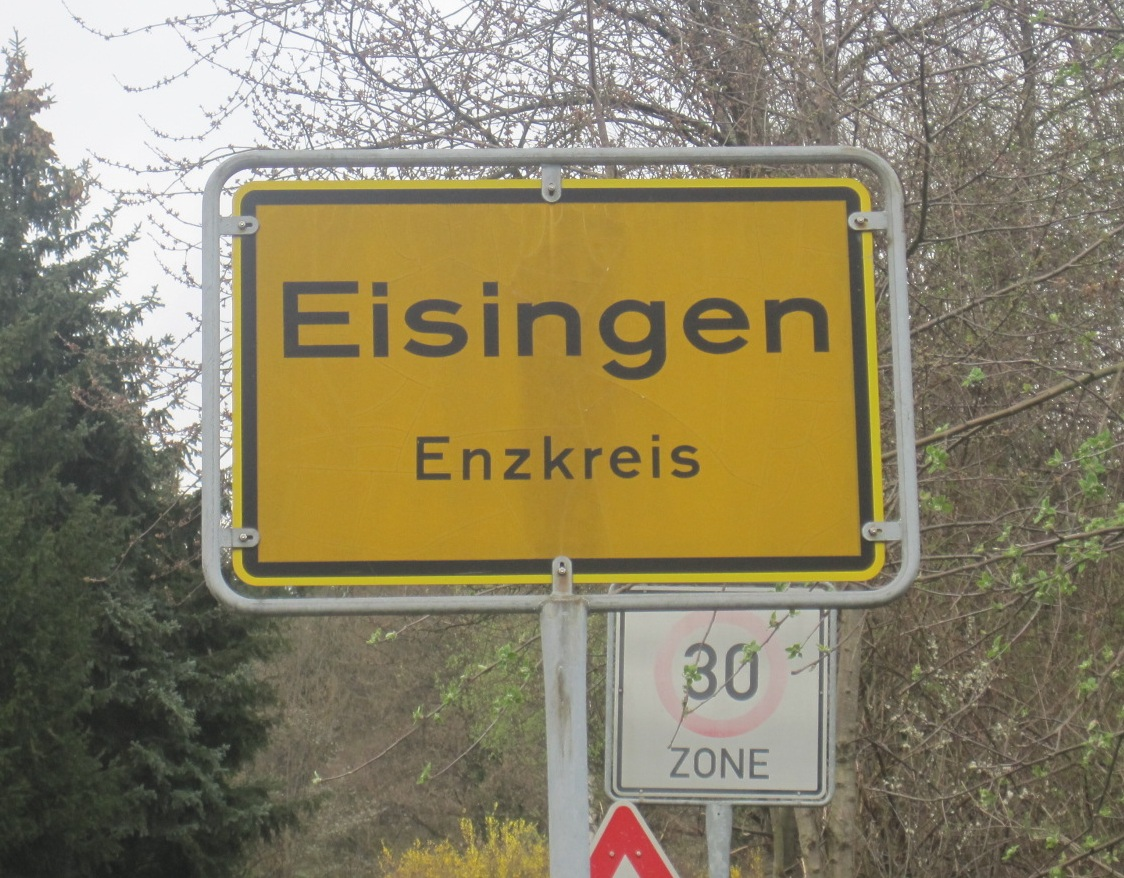
Breitschrift

## 차량 번호판

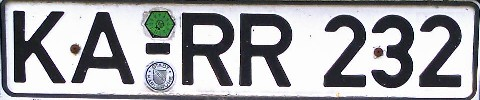
1994년 이전의 독일 차량 번호판은 DIN 스타일이었고, 더 이상 발급되지는 않지만, 지금도 이런 번호판을 사용 중인 차량이 있다.

이 글꼴로 된 차량 번호판은 예전의 독일과 알바니아, 그리고 지금의 리투아니아, 라트비아, 몰도바, 스웨덴, 루마니아 등 유럽 전역에서 사용되었다. 독일의 경우 1956년부터 사용하다가, 1995년 1월부터는 위변조를 방지하고 자동 문자 인식에 가정 적합하게 만든 FE-글꼴로 대체했고, 다른 몇몇 나라에서도 FE-글꼴로 대체되고 있다.

## 그밖의 사용례
이 글꼴은 1990년에 포스트스크립트 글꼴로 배포되면서 주목을 끌었고, 널리 쓰이게 되었다. 그 뒤로 정부기관 외에 기업 등에서도 사용되었다. 그래픽 디자인과 탁상출판을 위해 이 글꼴을 재디자인하고 확장한 여러 버전들이 제시되었다.